# Berry-Bouy
Berry-Bouy is een gemeente in het Franse departement Cher (regio Centre-Val de Loire). De plaats maakt deel uit van het arrondissement Vierzon. Berry-Bouy telde op 1 januari 2022 1.171 inwoners.

## Geografie
De oppervlakte van Berry-Bouy bedroeg op 1 januari 2022 30,87 vierkante kilometer; de bevolkingsdichtheid was toen 37,9 inwoners per km².
De onderstaande kaart toont de ligging van Berry-Bouy met de belangrijkste infrastructuur en aangrenzende gemeenten.

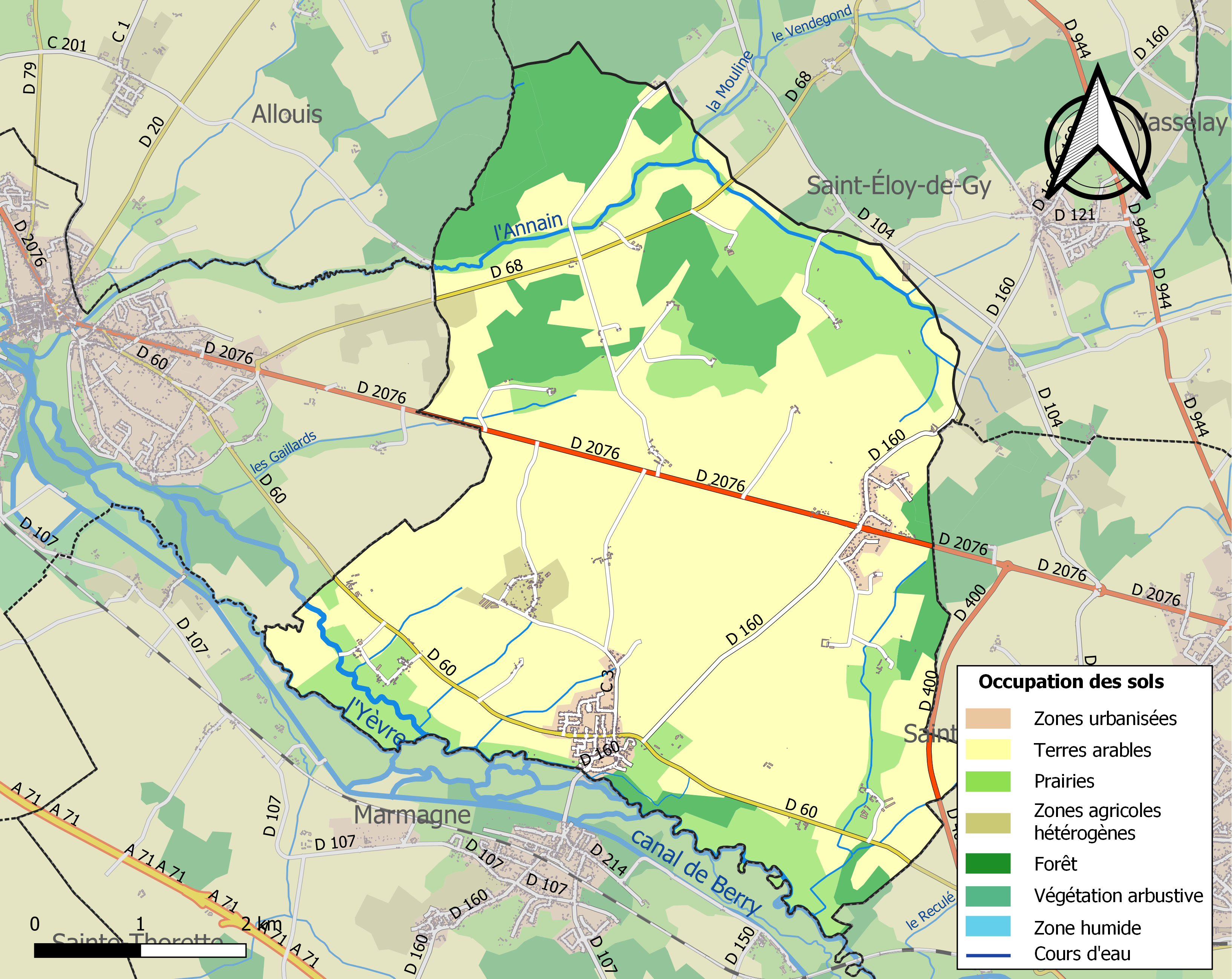

## Demografie
Onderstaande figuur toont het verloop van het inwonertal (bron: INSEE-tellingen).

## Geboren in Berry-Bouy
- Jeanne Labrune (1950), filmregisseur en scenariste